# Clausidium saldanhae
Clausidium saldanhae is een eenoogkreeftjessoort uit de familie van de Clausidiidae. De wetenschappelijke naam van de soort is voor het eerst geldig gepubliceerd in 1974 door Kensley.